# Hansol Korea Open 2009
L'Hansol Korea Open 2009 è stato un torneo di tennis giocato sul cemento.
È stata la 6ª edizione del Hansol Korea Open, che fa parte della categoria International nell'ambito del WTA Tour 2009.
Si è giocato al Seoul Olympic Park Tennis Center di Seul in Corea del Sud, dal 21 settembre al 27 settembre 2009.

## Partecipanti

### Teste di serie
| Nazionalità | Giocatrice               | Ranking1 | Testa di serie |
| ----------- | ------------------------ | -------- | -------------- |
| Slovacchia  | Daniela Hantuchová       | 21       | 1              |
| Spagna      | Anabel Medina Garrigues  | 23       | 2              |
| Italia      | Francesca Schiavone      | 24       | 3              |
| Romania     | Sorana Cîrstea           | 29       | 4              |
| Russia      | Alisa Klejbanova         | 31       | 5              |
| Russia      | Anastasija Pavljučenkova | 41       | 6              |
| Russia      | Vera Duševina            | 46       | 7              |
| Austria     | Sybille Bammer           | 47       | 8              |

- 1 Ranking al 14 settembre 2009.

### Altre partecipanti
Giocatrici che hanno ricevuto una Wild card:
- Yoo Mi
- Kim So-jung
- Lee Ye-Ra

Giocatrici passate dalle qualificazioni:
- Yurika Sema
- Kai-Chen Chang
- Sophie Ferguson
- Junri Namigata

## Campionesse

### Singolare
Kimiko Date Krumm ha battuto in finale  Anabel Medina Garrigues con il punteggio di 6–3, 6–3

### Doppio
Chan Yung-jan /  Abigail Spears hanno battuto in finale  Carly Gullickson /  Nicole Kriz con il punteggio di 6–3, 6–4